# Лісниківська сільська рада
| Лісниківська сільська рада — колишній орган місцевого самоврядування у Києво-Святошинському районі Київської області з адміністративним центром у с. Лісники. Сільській раді підпорядковані населені пункти: - с. Лісники |

## Склад ради
Рада складалася з 16 депутатів та голови.

### Керівний склад ради
| ПІБ                         | Основні відомості                                                                       | Дата обрання | Дата звільнення |
| --------------------------- | --------------------------------------------------------------------------------------- | ------------ | --------------- |
| Олексієнко Марина Василівна | Сільський голова, 1951 року народження, освіта                                          | 26.03.2006   | 01.10.2007      |
| Сагач Ольга Іванівна        | Сільський голова, 1943 року народження, освіта, позапартійна                            | 16.03.2008   | 31.10.2010      |
| Сагач Ольга Іванівна        | Сільський голова, 1943 року народження, освіта середня спеціальна, член Партії регіонів | 31.10.2010   |                 |

Примітка: таблиця складена за даними джерела